# Trent Forrest
Landon Trent Forrest (Dothan, Alabama; 12 de junio de 1998) es un baloncestista estadounidense que pertenece a la plantilla de Saski Baskonia de la liga ACB española. Con 1,93 metros de estatura, ocupa la posición de base o escolta.

## Trayectoria deportiva

### Instituto
Forrest creció en Chipley (Florida) donde asistió al Chipley High School. En su año sénior, lideró al equipo a conquistar el campeonato estatal, anotando 26 puntos en la final ante el instituto Paxton High School. Forrest también participó en la competición Amateur Athletic Union con Alabama Challenge y Georgia Stars. Al terminar el instituto, que finalizó con más de 3.000 puntos Forrest eligió irse a la Universidad Estatal de Florida por su buena relación con el entrenador Leonard Hamilton.

### Universidad
Jugó cuatro temporadas con los Seminoles de la universidad de Florida State, en las que promedió 8.3 puntos por partido. Sus dos últimos años fue titular indiscutible. Al término de su etapa universitaria decide presentarse al draft de 2020.

#### Estadísticas
| Año     | Equipo        | PJ  | PT | MPP  | %TC  | %3P  | %TL  | RPP | APP | ROB | TPP | PPP  |
| ------- | ------------- | --- | -- | ---- | ---- | ---- | ---- | --- | --- | --- | --- | ---- |
| 2016–17 | Florida State | 35  | 0  | 15.4 | .473 | .125 | .676 | 2.7 | 1.6 | 1.2 | .1  | 4.9  |
| 2017–18 | Florida State | 34  | 2  | 25.6 | .492 | .214 | .697 | 4.9 | 4.1 | 1.6 | .4  | 7.9  |
| 2018–19 | Florida State | 37  | 36 | 29.9 | .439 | .233 | .779 | 4.5 | 3.7 | 1.9 | .2  | 9.3  |
| 2019–20 | Florida State | 31  | 31 | 30.9 | .459 | .281 | .822 | 4.4 | 4.0 | 1.9 | .6  | 11.6 |
| Total   | Total         | 137 | 69 | 25.4 | .462 | .248 | .748 | 4.1 | 3.3 | 1.6 | .3  | 8.3  |

### Profesional
A pesar de no ser elegido en el Draft de la NBA de 2020, el 25 de noviembre de 2020, los Utah Jazz le ofrecieron un contrato dual de cara a la temporada 2020-21, para poder jugar también con el equipo filial de la G League, los Salt Lake City Stars.
El 11 de agosto de 2021, se anuncia su extensión de contrato dual con los Jazz.
En agosto de 2022 firma un contrato dual con Atlanta Hawks.
El 12 de septiembre de 2023, renueva su contrato dual con los Hawks.
El 8 de agosto de 2024, firmó con el Saski Baskonia de la liga ACB española.

## Estadísticas de su carrera en la NBA

### Temporada regular
| Año     | Equipo  | PJ  | PT | MPP  | %TC  | %3P  | %TL   | RPP | APP | ROB | TPP | PPP |
| ------- | ------- | --- | -- | ---- | ---- | ---- | ----- | --- | --- | --- | --- | --- |
| 2020-21 | Utah    | 30  | 0  | 10.1 | .451 | .192 | 1.000 | 1.5 | 1.5 | .3  | .1  | 2.9 |
| 2021-22 | Utah    | 60  | 6  | 12.8 | .490 | .185 | .792  | 1.7 | 1.8 | .5  | .1  | 3.3 |
| 2022-23 | Atlanta | 23  | 3  | 12.0 | .417 | .000 | .667  | 1.6 | 1.7 | .3  | .1  | 2.3 |
| 2023-24 | Atlanta | 38  | 0  | 10.9 | .378 | .200 | .765  | 1.3 | 2.4 | .3  | .1  | 2.2 |
| Total   | Total   | 151 | 9  | 11.6 | .444 | .185 | .828  | 1.5 | 1.9 | .4  | .1  | 2.8 |

### Playoffs
| Año   | Equipo | PJ | PT | MPP | %TC  | %3P | %TL | RPP | APP | ROB | TPP | PPP |
| ----- | ------ | -- | -- | --- | ---- | --- | --- | --- | --- | --- | --- | --- |
| 2021  | Utah   | 4  | 0  | 2.2 | .500 | -   | -   | .0  | .0  | .0  | .0  | 1.0 |
| Total | Total  | 4  | 0  | 2.2 | .500 | -   | -   | .0  | .0  | .0  | .0  | 1.0 |